# Colotois bifidaria
Colotois bifidaria är en fjärilsart som beskrevs av Adrian Hardy Haworth 1809. Colotois bifidaria ingår i släktet Colotois och familjen mätare. Inga underarter finns listade i Catalogue of Life.